# Hart Hanson
Hart Hanson (Burlingame, Kalifornia, 1957. július 26. –) amerikai író és producer.

## Karrier
Hanson családja még gyermekkorában költözött Kanadába. A University of Toronto és a University of British Columbia diákja volt.  Hanson írója és producere több televíziós sorozatnak. Több epizódját rendezte a Csillagkapunak, a Váratlan utazásnak, az Isteni sugallatnak, a Tradersnek. Legismertebb munkája a Dr. Csont című televíziós sorozat.

## Filmjei
- African Skies (1991), író
- Candles, Snow & Mistletoe (1993), író
- Trust in Me (1994), író
- Guitarman (1994), író
- Whale Music (1994), forgatókönyv szerkesztő
- Nobody's Business (1995), író
- Expert Witness (2003), executive producer.

### TV
- Neon Rider (1991), író
- The Odyssey (1992–1994), író, rendező, forgatókönyv szerkesztő
- Váratlan utazás (1992–1996), író
- Ready or Not (1993), író
- North of 60 (1994–1996), író
- Street Legal (1994), író
- Trust in Me (1994), társproducer
- Traders (1996–2000), író, supervising producer
- Végtelen határok (1997), író
- Csillagkapunak (1997–1999), író
- Cupid (1998–1999), író, konzultáns/supervising producer
- Snoops (1999), társ-executive producer
- Judging Amy (2000–2003), író, konzultáns/executive producer
- Joan of Arcadia (2003–2004), író, konzultáns producer
- Dr. Csont (2005– ), alkotó, író, executive producer

## Díjak, jelölések
Hart Hanson három alkalommal nyert Gemini-díjat, és további három alkalommal jelölték rá.